# ING Bank Śląski
ING Bank Śląski (INGP) is een Poolse bank en dochteronderneming van de Nederlandse ING Groep.

## Geschiedenis
Deze bank is in 1988 als Bank Śląski (letterlijk Silezische Bank) gesticht en afgescheiden van de Nationale Bank van Polen.
In 2001 verwierf ING een meerderheidsbelang in Bank Śląski die verderging als ING Bank Śląski.

## FinCEN Files-schandaal
Journalisten van het International Consortium of Investigative Journalists meldden in 2020 dat ING Bank Śląski een van de banken was die als verdacht aangemerkte transacties toch uitvoerde.